# 白角折神社

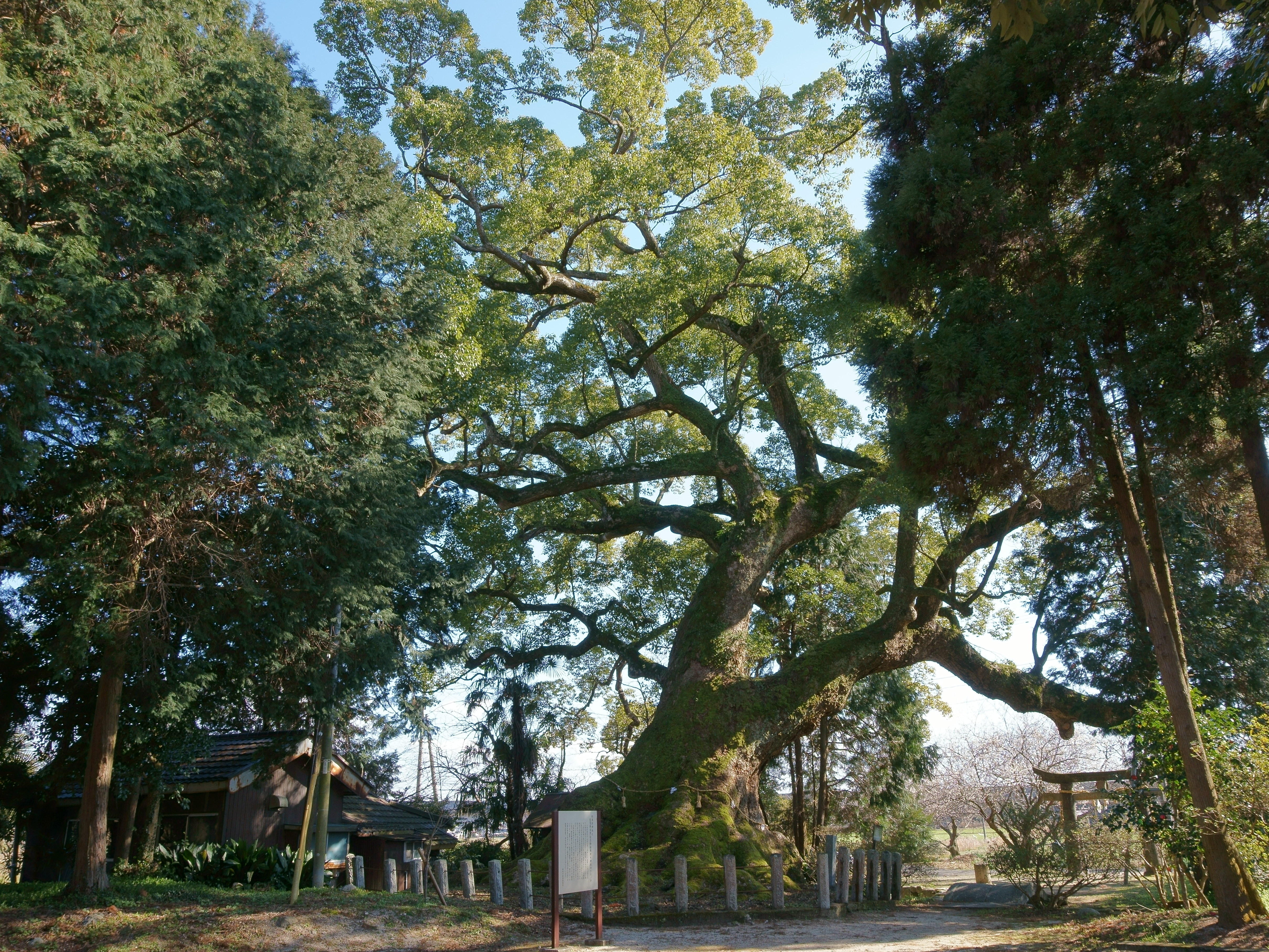
枝分かれが盛んな「白角折神社のクス」全景

白角折神社（おしとりじんじゃ）は、佐賀県神埼市神埼町城原字朝日にある神社。境内の樹齢約1,000年の大楠は白角折神社のクスとして佐賀県の天然記念物に指定されている。

## 概要・歴史
創始は不明だが、『三代実録』の貞観15年（873年）9月16日の条に「授肥前国正六位上白角折神従五位下」とあって従五位下に叙せられている古社。東妙寺文書や櫛田神社文書に記載がみられるが、神埼荘の鎮守として櫛田宮および高志神社とともに三所大明神、三社宮と称された。3社は城原川流域に南北に並んでおり、白角折神社は山地から平地へ流れ出る場所にある。
3社は免田を有しており、白角折神社については元徳元年（1329年）の文書に記載がある。こうした記録から、古くは白角折神社が3社の中心だった可能性もあるが、特に荘園とともに衰微していったと考えられる。
明治4年（1871年）の神社調差出帳によれば明暦年間の火災で、他の伝承では慶応2年（1866年）6月の水害によって古い記録は失われたとされ、足利氏や少弐氏に関する文書があったという。1866年の水害では社殿も流失し、その後現在の拝殿と神殿が再建された。
1911年（明治44年）9月に日吉神社（同年10月に仁比山神社と改称）へ合祀され、神体も同社に移された。その一方で社殿・境内は残され、朝日地区の氏子らによって維持されるとともに、現在も夏祭りが催されている。
江戸時代までは神楽（能舞）が奉納されていた。神殿には女神と男神の2体の神像を所蔵する。女神は貞和2年（1346年）の銘がある楠を用いた木像。男神は桐の一木造の像である。
参道には額束に「白角折宮」の銘を掲げる鳥居1基が建つ。柱は三本継で、元禄13年（1700年）建立。江戸時代には立っていたもう1基の鳥居は、片方の柱の根元部分のみが残存するが、その上面には盃状穴がみられる。このほか、石造物には鍋島綱茂の代の配分帳にて朝日村に知行地の記載がある鍋島庄兵衛の名を記したものもある。
「白角折」の名には、日本武尊が熊襲征伐のとき白角折神社の場所から的に向かって矢を射たという伝説に基づき、幣作りの「オシトリ」部に由来するという説があり、近隣の地名にある「的」も的作りの「イクハ」部に由来するとして両地名の関連が考えられている。その他、西の国を制圧するときに鳥が白い角を持ってきて戦いが好転したことで「おしとり」に「白角折」の字を充てたという説もある。
境内は東西45メートル(m)・南北110 mで面積およそ5,000 平方メートル。

## 白角折神社のクス
古来から神木とされてきた推定樹齢1,000年の楠の古木。1965年（昭和40年）7月23日に佐賀県の天然記念物に指定されており、後に県の「さが名木100選」にも選定されている。樹高22 m、目通り幹回り10.5 m。絡み合い癒着した板根がみられ、盛り上がった根は高さ2mになり、根回りは29.3 mに及ぶ。小さな空洞はみられるものの樹勢は盛んで、東西に32 m・南北に26 mの枝張りがある。枝分かれが多く、根元からやや南に傾いた主幹は高さ8 m付近で四方に分岐する。高さ4 m付近から出る下枝が南方向へ大きく伸びており、特徴的である。マメヅタ、ノキシノブ、ネズミモチなどの着生もみられる。